# قلپنلوی علیا
قلپنلوی علیا یک روستا در ایران است که در دهستان نقدی واقع شده‌است. قلپنلوی علیا ۳۰ نفر جمعیت دارد.